# سایمون بتس
سایمون بتس (انگلیسی: Simon Betts؛ زادهٔ ۳ مارس ۱۹۷۳) بازیکن فوتبال اهل بریتانیا است.
از باشگاه‌هایی که در آن بازی کرده‌است می‌توان به باشگاه فوتبال دارلینگتون، باشگاه فوتبال کولچستر یونایتد، باشگاه فوتبال یئوویل تاون، باشگاه فوتبال هالستید تاون، باشگاه فوتبال ویتبای تاون، باشگاه فوتبال ایپسویچ تاون، و باشگاه فوتبال نیدهام مارکت اشاره کرد.